# Den Danske Publicistklub
Den Danske Publicistklub (på engelsk National Press Club of Denmark) er Danmarks ældste presseforening. Den blev oprettet i 1880 som "Journalistforeningen i Kjøbenhavn".
Den Danske Publicistklub uddeler hvert år Publicistprisen og afholder debatmøder og andre arrangementer for pressefolk. Alle medlemmer af Dansk Journalistforbund og Københavns Redaktørforening optages automatisk som medlemmer af Publicistklubben; medlemmer af Dansk Presseforbund og andre kan søge om optagelse.
Der er tradition for at partilederne mødes til eftervalgsmøde efter et folketingsvalg.